# Gran Premio Città di Rio Saliceto e Correggio 1997
Il Gran Premio Città di Rio Saliceto e Correggio 1997, quarta edizione della corsa, si svolse il 19 luglio 1997. La vittoria fu appannaggio dell'italiano Federico Colonna, che precedette i connazionali Fabrizio Guidi e Marco Zanotti.

## Ordine d'arrivo (Top 3)
| Pos. | Corridore        | Squadra        | Tempo |
| ---- | ---------------- | -------------- | ----- |
| 1    | Federico Colonna | Asics-C.G.A.   | ?     |
| 2    | Fabrizio Guidi   | Scrigno-Gaerne | ?     |
| 3    | Marco Zanotti    | Aki-Gipiemme   | ?     |